# Revolutionen der blev væk
|  | Denne artikel er oprettet af botten Steenthbot ud fra en ekstern database. Den kan derfor have sproglige fejl eller mangler. Denne skabelon kan fjernes efter kontrol af indholdet. |

Revolutionen der blev væk er en dansk dokumentarfilm fra 1989 instrueret af Peter Ringgaard efter eget manuskript.